# Operette (Film)
Operette ist ein deutscher Musikfilm von Regisseur, Hauptdarsteller und Produzent Willi Forst aus dem Jahr 1940. Uraufführung war am 20. Dezember 1940 in Wien und am 16. Januar 1941 in Berlin.

## Handlung
Der mittellose Schauspieler Franz Jauner wird durch die Protektion der Direktorin Marie Geistinger Regisseur am Theater an der Wien. Trotz erfolgreicher Zusammenarbeit zerstreiten sie sich. Nach der enttäuschenden Premiere der Operette Die Fledermaus am Theater an der Wien gelingt Jauner eine erfolgreiche Überraschungsinszenierung im Restaurant Zur Tigerhöhle.
Jauner geht ans Carltheater, wo er mit Operetten Triumphe feiert. Geistinger, die heimlich in ihn verliebt ist, hat das Nachsehen. Im Künstleratelier von Hans Makart sehen sich die beiden wieder. Geistinger äußert sich abfällig über das vermeintlich minderwertige Operettengenre, weshalb sie nach Berlin wechseln will. Jauner, der die von der Operette ausgehende Lebensfreude preist, bleibt allein zurück.
Geistinger wird eine gefeierte Schauspielerin im Charakterfach, Jauner steigt zum Direktor der Wiener Hofoper auf. Anlässlich Geistingers Verlobung mit dem Fürsten Esterhazy kommen sie wieder zusammen und stellen nach einem musikalischen Schlagabtausch fest, dass sie beide der Operette untreu geworden sind.
Jauner wird Intendant am Ringtheater, doch nach einem verheerenden Brand bei seiner ersten Premiere muss er für drei Monate ins Gefängnis. Der vom Publikum Geächtete versucht anschließend vergeblich, wieder im Theaterbetrieb unterzukommen. Geistinger, die inzwischen aufgrund einer Schädigung der Stimmbänder und der Atemwege ihre Schauspieler-Karriere aufgeben musste, nimmt sich um den verbitterten Jauner an. Sie besucht die Premiere seiner Inszenierung der Operette Der Zigeunerbaron und lenkt den Beifall des Publikums mit einem „Hoch, Jauner!“ demonstrativ auf ihn.

## Hintergrund
Forst erklärte anlässlich der Uraufführung seines Films, er habe ursprünglich nur das Leben des Komponisten Franz von Suppè verfilmen wollen. Während seiner Vorarbeiten habe er dieses Konzept aber geändert, um eine ganze Epoche mit Jauner im Mittelpunkt darzustellen. Er äußerte zugleich die Hoffnung, sein Film könne der Operette allgemein einen neuen Impuls geben.

## Kritiken
- Lexikon des internationalen Films: „Schwungvoll und sorgfältig inszeniert.“[2]

## Auszeichnungen
Operette erhielt die Prädikate „künstlerisch wertvoll“ und „kulturell wertvoll“ der nationalsozialistischen Filmprüfstelle.